# Besplatni zagrljaji
Besplatni zagrljaji (engl. Free Hugs Campaign) je društveni pokret koji uključuje pojedince koji nude zagrljaj strancima na javnim mjestima. Pokret je počeo 2004. australac poznat pod pseudonimom "Juan Mann", nudeći besplatne zagrljaje u trgovačkom centru Pitt St Mall u centru Sydneya. Kampanja je postala međunarodno poznata 2006. kao posljedica glazbenog spota australske grupe Sick Puppies za pjesmu "All the Same" koji prikazuje Juana Manna kako daje besplatne zagrljaje strancima u gomili, i koji je bio dostupan na YouTubeu. 

## Hrvatska
- 21. siječnja 2009. - studentica glume Ivona Kundert dijelila je besplatne zagrljaje po Osijeku, o čemu je taj dan u središnjem dnevniku izvjestila državna televizija HTV.

## Vanjske poveznice
- The Official Home of the Free Hugs Campaign Službene internet stranice (engl.)